# Appartement du roi

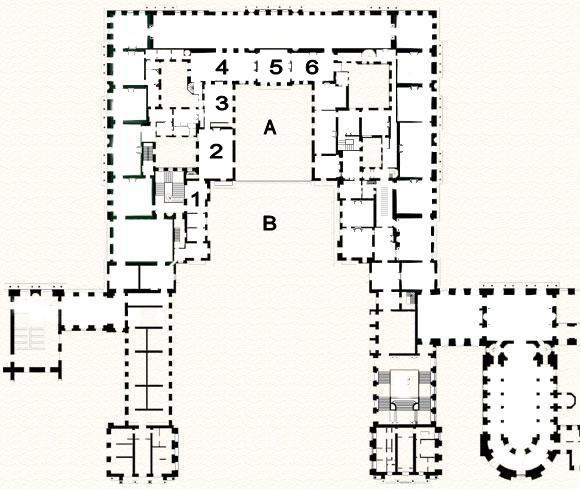
Planta do appartement du roi

O appartement du roi ou Apartamento do Rei é o conjunto de salas no Palácio de Versalhes que serviu como os aposentos residenciais de Luís XIV. Com vista para o Pátio de Mármore (cour de marbre), essas salas estão situadas na parte mais antiga do castelo, em cômodos originalmente designados para uso da rainha no castelo de Luís XIII. Devido principalmente ao desconforto do grand appartement du roi e à construção do Salão dos Espelhos, Luís XIV começou a remodelar essas salas para seu uso pouco depois da morte de Maria Teresa em 1684. O appartement du roi evoluiu para se tornar os aposentos de trabalho cotidiano de Luís XV e Luís XVI.
Inicialmente, o appartement du roi consistia em um conjunto de oito salas que se seguiam à Escadaria da Rainha (escalier de la reine). O número foi reduzido para sete depois de 1701 e para seis em 1755.

## Vestíbulo
O vestíbulo é revestido em mármore e iluminado por duas janelas que se abrem para a cour royale. Em 1701, para fornecer mais luz à escadaria, a parede sul oposta às janelas foi aberta, criando assim uma loggia a partir do vestíbulo. Durante a última parte do reinado de Luís XIV, a escadaria da Rainha e o vestíbulo serviam como entrada para o appartement du roi, o grand appartement de la reine, e o apartamento de Madame de Maintenon.

## Salle des gardes du roi
A salle des gardes du roi servia para abrigar a Garde du corps du roi – a Guarda Real. A decoração inicial desta sala incluía paredes revestidas com couro dourado trabalhado e uma cena de batalha de Joseph Parrocel, "A Batalha de Leuze, 18 de setembro de 1691", pendurada sobre a lareira. Dois grandes candelabros com o monograma do Rei complementavam a decoração. A natureza utilitária da sala era evidenciada pelos bancos de madeira, camas de campanha e biombos dobráveis usados pelos guardas posicionados na sala. Às segundas-feiras, uma mesa, vestida com um tapete de veludo com franjas douradas, era colocada nesta sala, na qual Luís XIV pessoalmente aceitava petições apresentadas a ele por seus súditos.

## Première antichambre
A première antichambre ou salon du grand couvert (também conhecido durante o reinado de Luís XIV como la salle ou le roy soupe), abria-se com três janelas para a cour de marbre (norte) e com três janelas para a cour de la reine (sul). A decoração da sala consistia em cenas de batalha de Joseph Parrocel com a "Batalha de Arbela" sendo exibida sobre a cornija da lareira. Após a morte da rainha e da Delfina, a sala servia para aquelas ocasiões durante as quais Luís XIV jantava sozinho em público. Para o grand couvert, uma mesa com uma única poltrona era disposta diante da lareira. A parede oposta à lareira originalmente continha uma tribuna para músicos, mas esta foi suprimida no século XVIII.
O fim de um dos eventos mais escandalosos da história de Versalhes durante o reinado do Rei Sol transcorreu nesta sala. Em 1691, as franjas das cortinas do Salão de Marte e parte da colcha bordada da cama do Salão de Mercúrio foram roubadas. Durante o serviço da sobremesa, um embrulho foi jogado através de uma das janelas voltadas para a cour de marbre e caiu sobre a mesa do rei. O único comentário de Luís XIV foi: "Acho que essas são minhas franjas."
|                                           | |                                          |
| "Salle des gardes du roi" Charles Le Brun | "A Batalha de Leuze, na qual a Gardes du corps du roi lutou, 18 de setembro de 1691" ca. 1691 por Joseph Parrocel | "Salon du grand couvert" Charles Le Brun |

|                                                                                                   |                                                              | | | |                                                                                        |
| "Cavaleiros matando a sede após uma batalha" ca. 1687 por Joseph Parrocel, (1646–1704) Parede sul | "Combate de cavalaria" por Joseph Parrocel parede sul, oeste | "Carga de cavalaria em direção às muralhas de uma cidade" ca. 1687 por Joseph Parrocel parede sul, leste | "Alexandre, o Grande, derrota Dario na batalha de Arbela" ca. 1687 por Jacques Courtois, acima da lareira | "Cavaleiro conduzindo prisioneiros após a tomada de uma cidade" ca. 1687 por Joseph Parrocel, parede norte | "Carga de cavalaria com um cavaleiro caído" ca. 1687 por Joseph Parrocel, parede norte |

## Salon de l'œil de bœuf
O salon de l'œil de bœuf ou Antecâmara do Œil-de-Bœuf foi formado em 1701 pela combinação de duas salas adjacentes, a deuxième antichambre e chambre du roi. O salon de l'œil de bœuf tornou-se a principal antecâmara do Quarto do Rei, que também foi criado naquele ano (ver próxima seção).
Recebendo seu nome da janela œil de bœuf (oval) localizada na reentrância sul do teto, o salon de l'œil de bœuf apresenta um friso corrido de estuque dourado que decorava a reentrância do teto da sala e apresenta um fundo de treliça no qual há grupos de putti dançantes. É a decoração da reentrância que anuncia uma transição do estilo formalístico que foi usado na decoração do grand appartement du roi e do Salão dos Espelhos para um estilo mais relaxado que antecipava o estilo Luís XV. Luís XIV não poupou despesas ao decorar esta sala. Espelhos, "O Desmaio de Ester" e "Judite com a cabeça de Holofernes" por Veronese pendurados como pendentes, e móveis dourados contribuíram para tornar esta uma das salas mais suntuosas do appartement du roi.

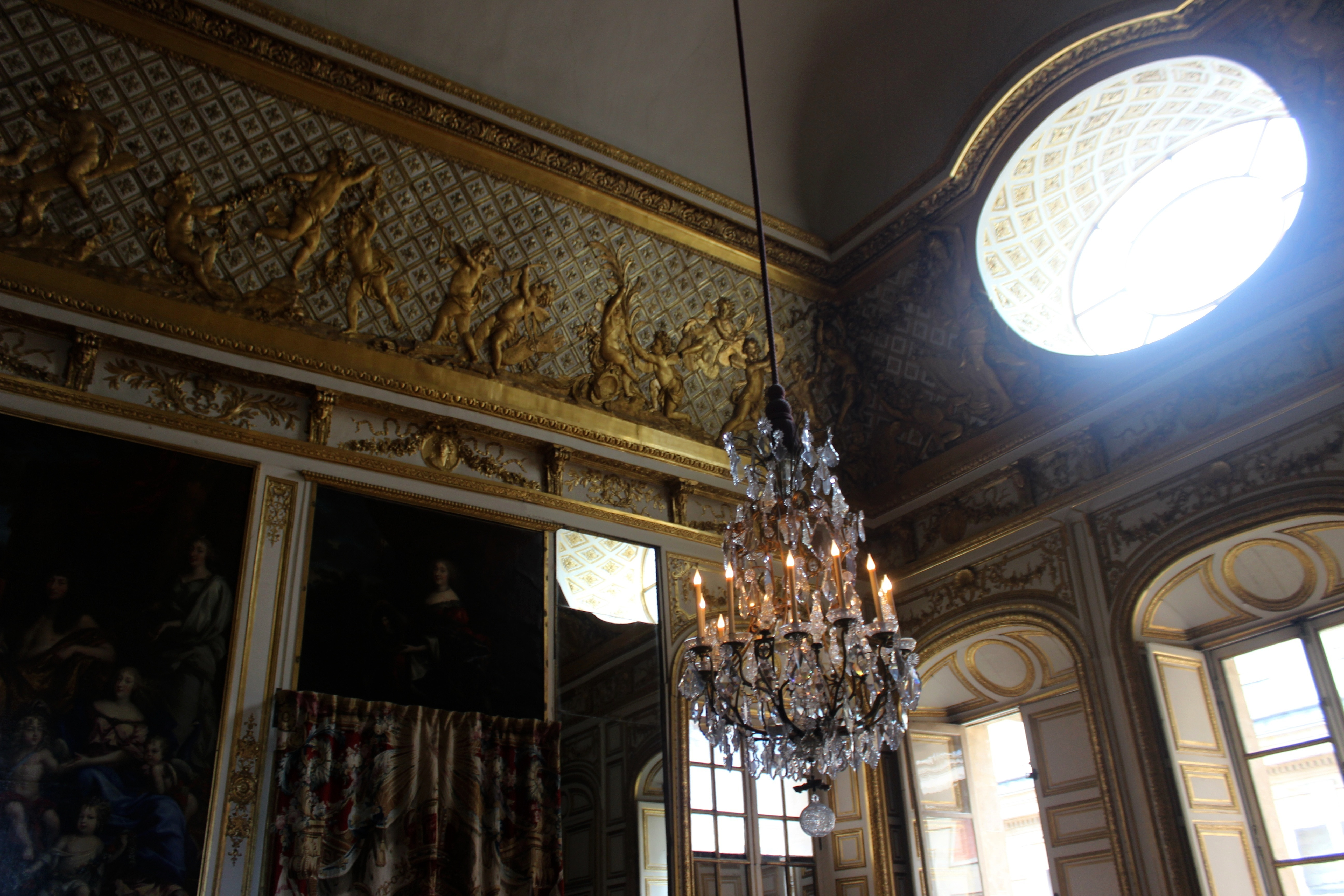
Vista do canto sudeste do teto do salon de l'œil de bœuf com janelas voltadas para o Cour de la Reine
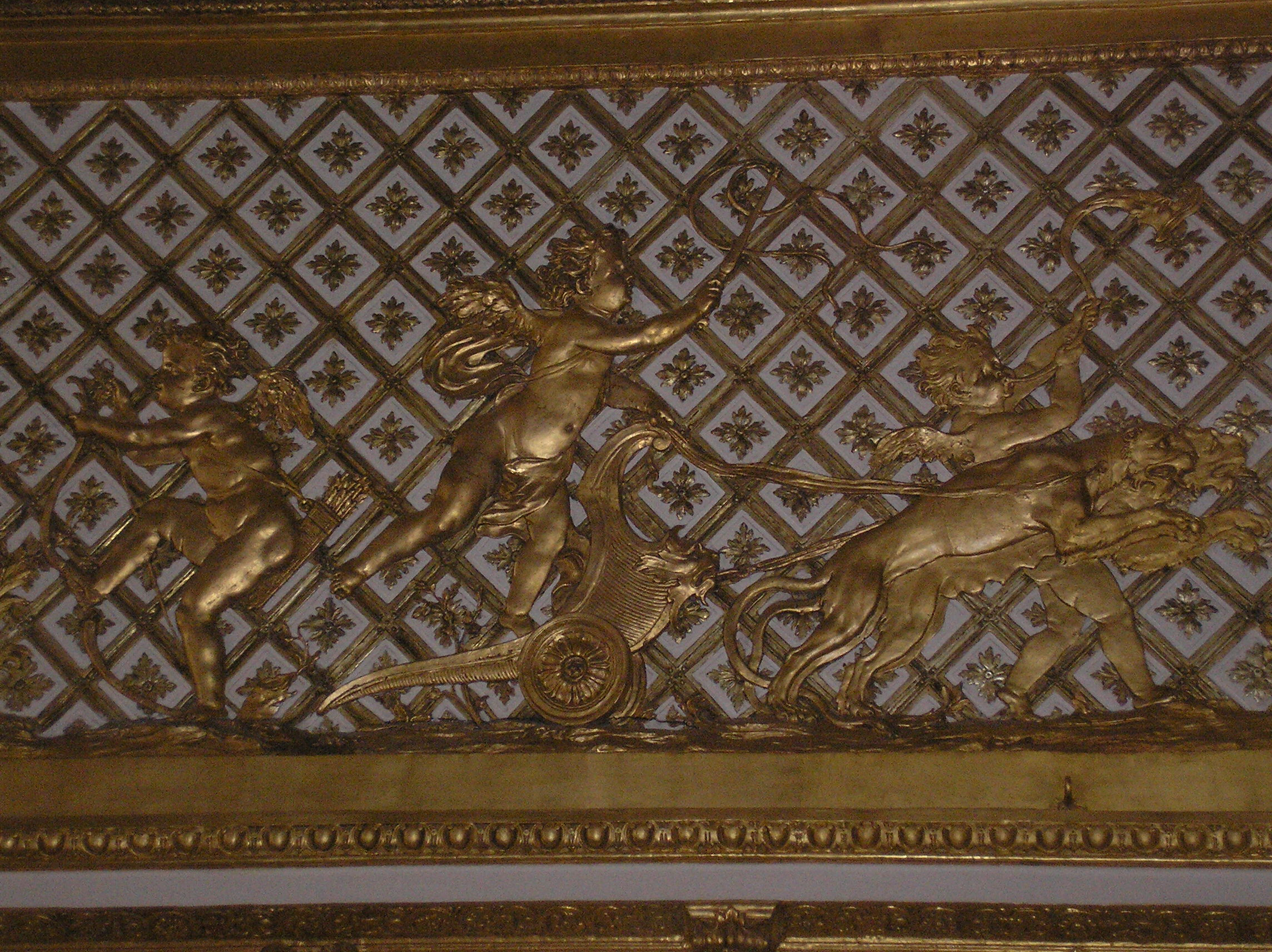
Detalhe do friso da cornija

As duas salas anteriores, a deuxième antichambre e a chambre du roi, faziam parte anteriormente do apartamento da rainha, mas em 1684, após a morte de Maria Teresa de Espanha, Luís XIV anexou essas salas ao seu apartamento. A deuxième antichambre servia como sala de espera para cortesãos esperando para assistir ao lever do rei na chambre du roi e também era conhecida como antichambre des Bassans devido ao número de pinturas do artista italiano do norte, Jacopo Bassano, que eram exibidas nas paredes. Sobre a cornija da lareira, o famoso "Noli me tangere" de Lambert Sustris era exibido.

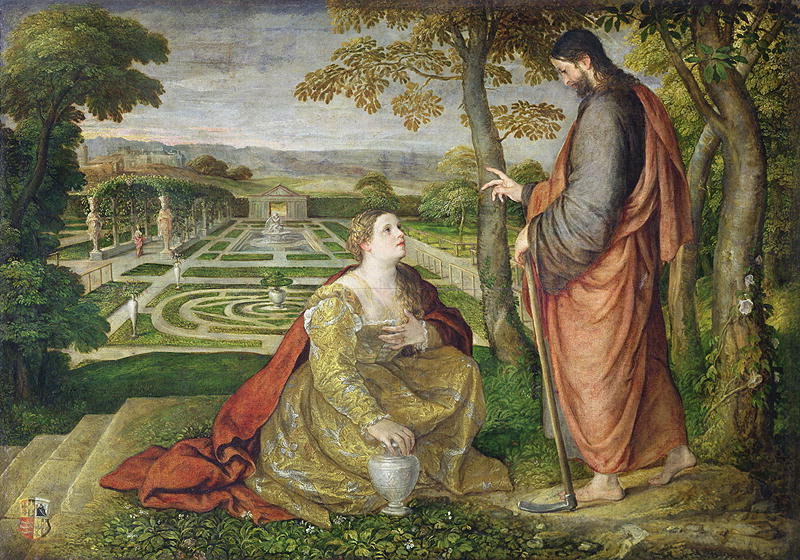
Noli me tangere (2ª metade do século XVI) por Lambert Sustris
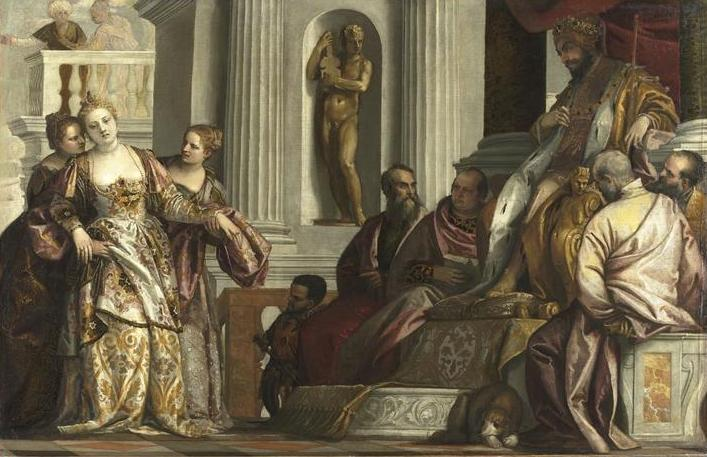
O Desmaio de Ester (final do século XVI) por Veronese

## Chambre de Louis XIV

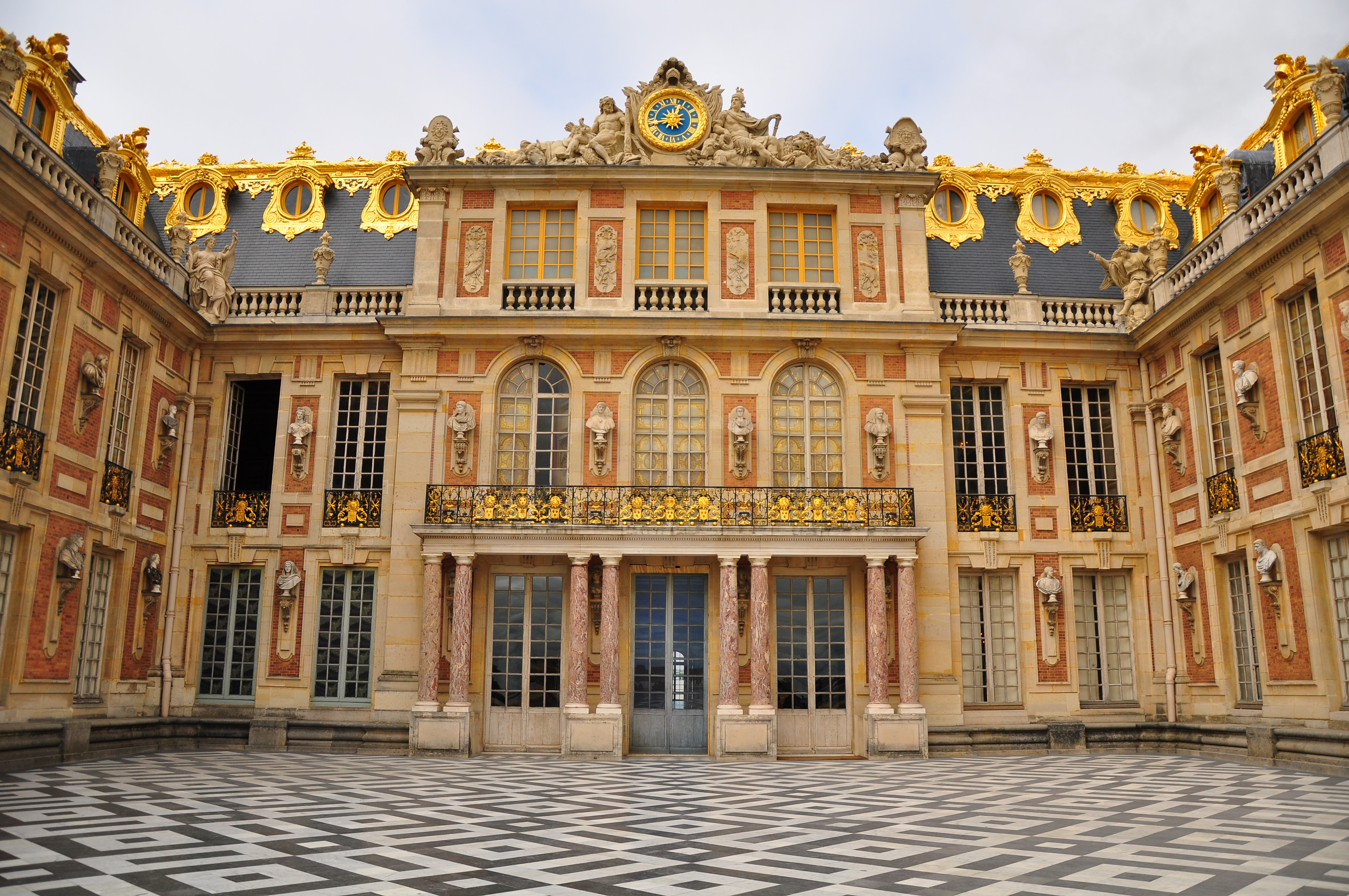
Fachada do Pátio de Mármore com o Quarto do Rei abrindo-se para a varanda apoiada por oito colunas de mármore vermelho

A chambre de Louis XIV (ou Quarto do Rei) foi construída em 1701 no local do antigo salon du roi (ou Sala de Estar Oficial), que datava da época de Luís XIII. Esta sala passou por várias modificações durante o reinado de Luís XIV, mais notavelmente em 1678 quando as três janelas ocidentais voltadas para o terraço se tornaram arcadas abrindo-se para o Salão dos Espelhos (construído a partir daquele ano), para o qual a sala tornou-se uma espécie de apêndice. Um avant-corps de 3 andares foi adicionado ao exterior da fachada oriental voltada para o Pátio de Mármore, com três vãos abrindo-se para uma varanda de ferro forjado dourado com vista para o pátio, e a parte superior da sala correspondendo ao andar do sótão do avant-corps.
Quando em 1684 Luís XIV mudou-se para a sala adjacente ao sul (a chambre du roi), esta sala central atrás da fachada do avant-corps foi designada como o salon du roi ou o salon où le roi s'habille ("a sala na qual o rei se veste"). Por 17 anos, serviu como local para as cerimônias que cercavam a vida do Rei, como o lever e o coucher. Quando a chambre de Louis XIV foi estabelecida em 1701, as arcadas para o Salão dos Espelhos foram seladas, e a sala tornou-se o ponto focal ideológico e físico do palácio. O Rei morreu nesta sala em 1º de setembro de 1715. Mais tarde, Luís XV e Luís XVI continuariam a usá-la para o lever e o coucher. Em 6 de outubro de 1789, Luís XVI, Maria Antonieta, e o Delfim apareceram na varanda diante da multidão que forçou a família real a se mudar de Versalhes para o Palácio das Tulherias em Paris.

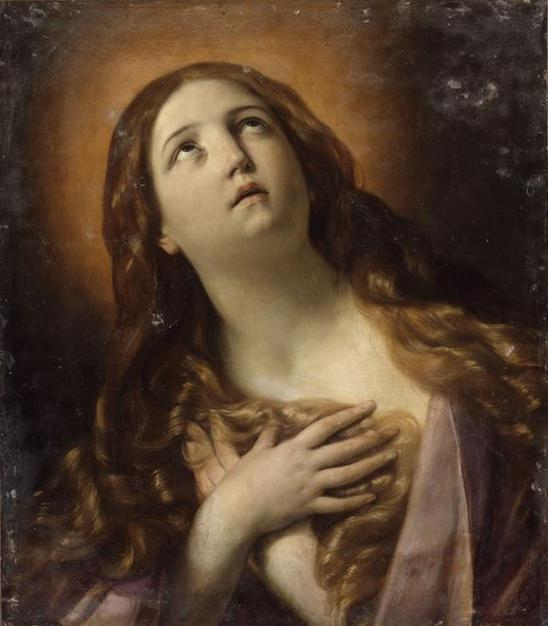
Maria Madalena (ca. 1628–1629) por Guido Reni
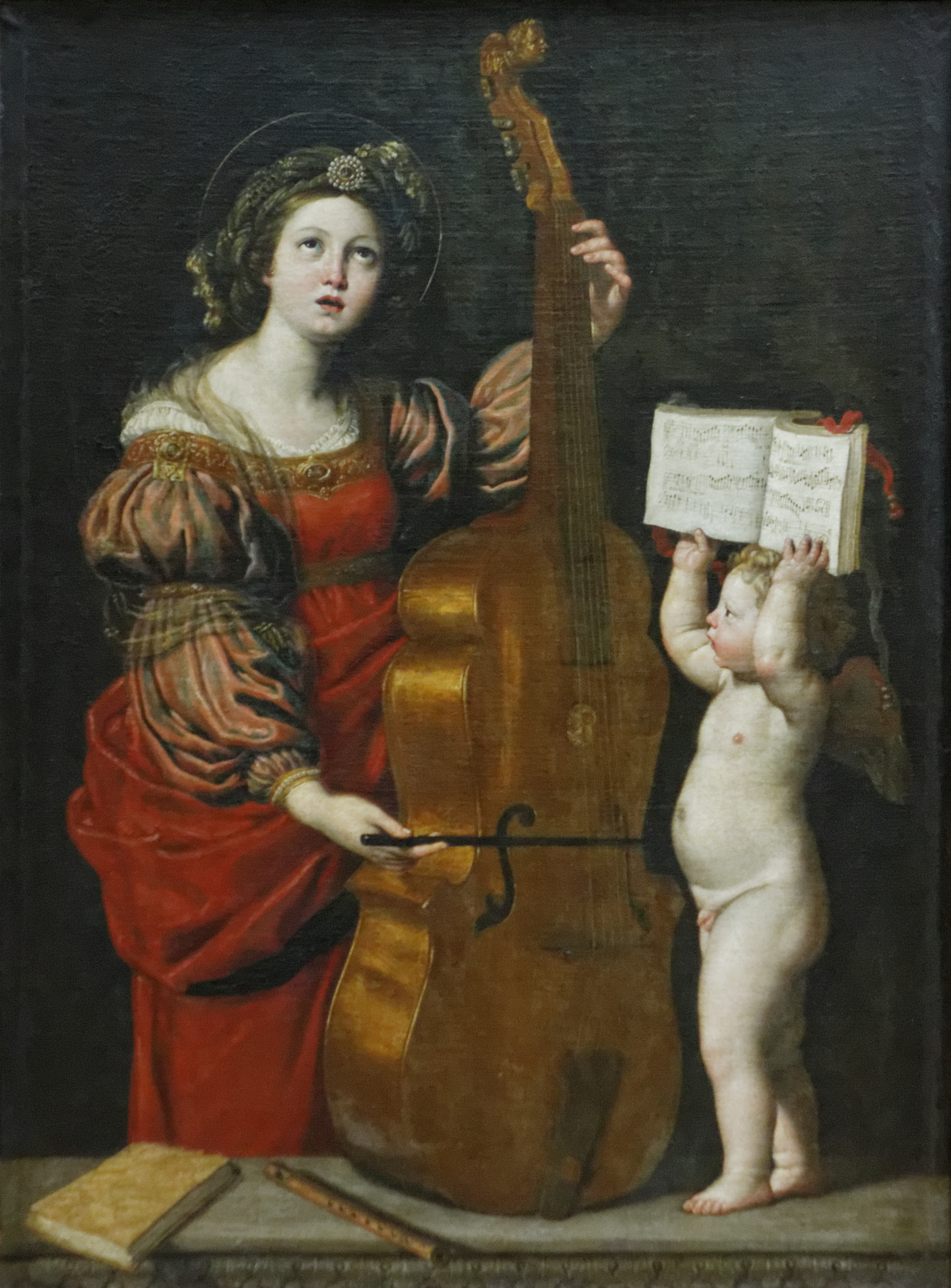
Santa Cecília (ca. 1º quarto do século XVII) por Domenichino
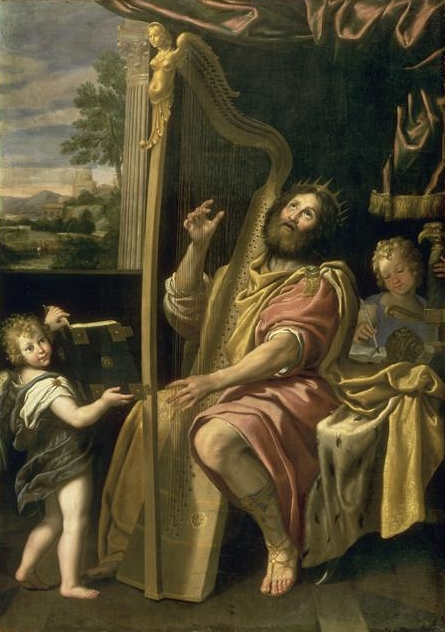
Rei Davi tocando a harpa (ca. 1º quarto do século XVII) por Domenichino

Como medida de economia, Luís XIV manteve muito da decoração do salon du roi na decoração da chambre de Louis XIV. As pinturas sobre as portas incluíam O Retrato de Francisco de Moncada e um Autorretrato de Anthony van Dyck, São João Batista de Caravaggio, e Maria Madalena de Guido Reni. A Santa Cecília de Domenichino foi colocada no enquadramento da cornija da parede sul acima da lareira e o Rei Davi tocando a harpa do artista foi pendurado como pendente oposto na parede norte.
A parede ocidental da sala tornou-se a parede do alcova – a área da sala separada por uma balaustrada na qual a cama estava localizada. A decoração do alcova, com os ornamentos da agrafe e volutas, bem como a escultura de treliça, antecipa em muitos aspectos o estilo Regência que estava em voga entre 1715 e 1723. Coroando a cama está a escultura em relevo de Nicolas Coustou, França Triunfante, que é complementada por duas esculturas em relevo da Fama de François Lespingola localizadas nos pendentivos do arco.
|                                        |
| "Chambre de Louis XIV" Robert de Cotte |

O presente brocado nas paredes do alcova e para a cama foi retecido como parte da iniciativa da Quinta República para restaurar Versalhes. As cortinas originais do alcova e da cama foram restauradas em 1736; e, em 1785, Luís XVI ordenou que o brocado fosse queimado, do qual obteve mais de 60 quilogramas de ouro. As presentes cortinas, embora precisas para o período, não são uma reprodução do brocado que originalmente pendia na chambre de Luís XIV. Devido à falta de informações arquivísticas quando o projeto foi empreendido, foi decidido usar o padrão para as cortinas da tenture d'hiver para o quarto da rainha. Somente depois que o projeto estava em andamento os desenhos originais foram encontrados; como parte do projeto já tinha sido concluída, foi decidido usar a tenture d'hiver da rainha.

## Cabinet du conseil
O cabinet de conseil surgiu como uma câmara do conselho com a construção do Salão da Guerra, que ocupou o local do Salão de Júpiter, a câmara do conselho anterior de Luís XIV. Inicialmente chamado cabinet du roi a partir de 1684, com a remodelação do apartamento que ocorreu em 1701, esta sala recebeu uma nova decoração que apresentava paredes revestidas com espelhos. Com a redecoração, a sala foi rebatizada cabinet des glaces. Apesar do luxo dos espelhos, esta sala foi mobiliada de maneira utilitária. Além da mesa do conselho coberta de veludo, havia três poltronas e 12 banquetas dobráveis e uma cama de dia, que Luís XIV usou em 1686 como necessidade enquanto sofria de uma fístula anal e da cirurgia que a removeu.
De todas as salas do appartement du roi, esta sala talvez melhor expressasse os gostos pessoais de Luís XIV. Além da coleção de gemas, havia obras de Nicolas Poussin e Giovanni Lanfranco nas paredes, bem como um Cravo com caixa pintada. A natureza pessoal desta sala era compensada pelo fato de que esta era a sala na qual Luís XIV governava a França. Conselhos eram realizados aqui, escritores que exaltavam a gloire do Rei Sol eram recebidos aqui, e audiências privadas mais frequentemente ocorriam nesta sala.
A última sala do appartement du roi era o cabinet des termes – devido à decoração que apresentava 20 Hermes – também chamado de cabinet des perruques, pois esta era a sala na qual as perucas de Luís XIV eram guardadas. Além dos Hermes dourados que decoravam a parede, as portas eram cobertas com espelhos. A sala servia como um vestiário para o Rei, onde ele trocaria sua camisa, peruca e chapéu até quatro vezes por dia. À noite, esta sala seria onde Luís XIV se reuniria com seus filhos, outros membros de sua família e cortesãos selecionados.
O cabinet des glaces e o cabinet des perruques desapareceram em 1755 quando Luís XV ordenou o alargamento e redecoração da câmara do conselho. Esta é a sala que é vista hoje.
Em 1748, para acomodar o recém-construído cabinet du roi no 3º andar, Luís XV mandou baixar o teto do cabinet de glaces em cerca de um metro. A nova dimensão da sala necessitou uma redecoração completa da sala. No ano seguinte, uma nova lareira foi instalada e a que datava da época de Luís XIV foi enviada para Compiègne. Em 1755, durante a instalação de um terraço na cour des cerfs, Luís XV decidiu ampliar a sala do conselho incorporando o cabinet des perruques. Esta sala maior foi projetada por Ange-Jacques Gabriel com o lambris esculpido por Jules-Antoine Rousseau. Os painéis foram esculpidos com símbolos apropriados à governança: troféus de paz e guerra, atributos do exército, marinha, justiça e as insígnias da monarquia.